# Afrovenator abakensis
L'afrovenator (Afrovenator abakensis), il cui nome in latino significa "cacciatore africano", era un dinosauro carnivoro, vissuto in Niger nel Giurassico medio (circa 160 milioni di anni fa).

## Ritrovamenti e Etimologia

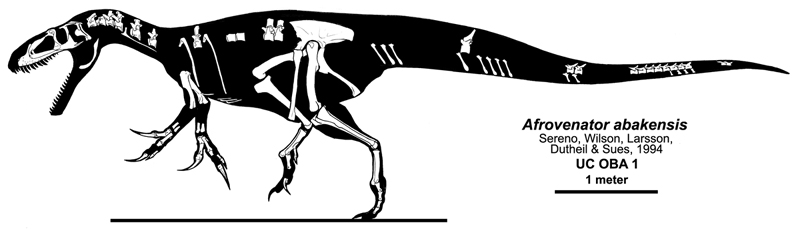
Restauro scheletrico di Jaime Headden

Il nome del genere, Afrovenator, deriva dal latino e significa "cacciatore africano" con riferimento alla natura predatoria di questo dinosauro e all'ambiente africano in cui viveva. Il nome dell'unica specie finora assegnata a questo genere, A. abakensis, fa riferimento ad Abaka, nome con cui i Tuareg indicano la regione del Niger in cui i fossili sono stati ritrovati.
I resti di Afrovenator sono stati scoperti nel 1993 nella Formazione Tiourarén, nel dipartimento di Agadez nel Niger. Questa formazione, originariamente, era ritenuta risalire al Cretaceo inferiore, circa 135 milioni di anni fa, e Afrovenator venne considerato una sorta di "fossile vivente" della sua epoca, poiché i suoi parenti più stretti risalivano al Giurassico, almeno 30 milioni di anni prima. Successivamente, una reinterpretazione dei sedimenti ha condotto gli studiosi a datarla tra il Bathoniano e l'Oxfordiano (fine del Giurassico medio), circa 160 milioni di anni fa.

## Descrizione

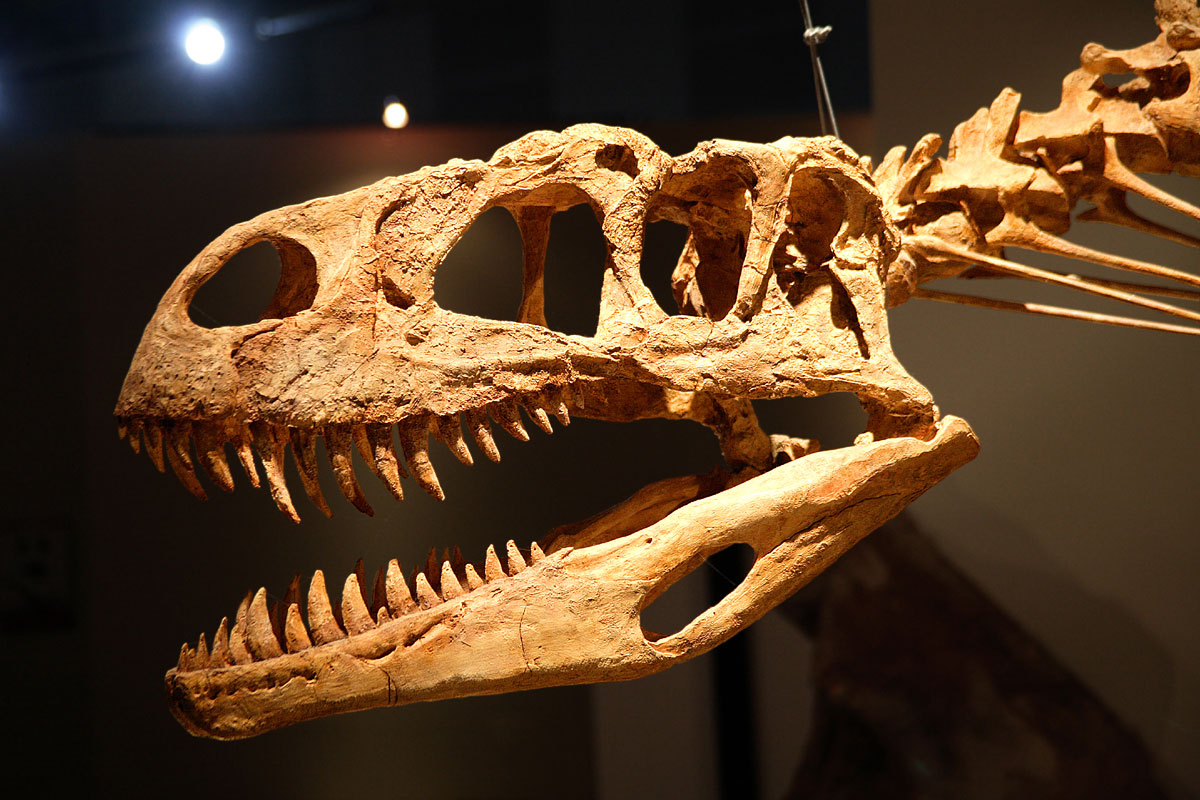
Cranio di Afrovenator

Questo dinosauro è conosciuto grazie a uno scheletro quasi completo, comprendente gran parte del cranio (tranne la mandibola), parti della colonna vertebrale, zampe anteriori, pelvi e zampe posteriori. Il cranio era piuttosto allungato, dotato di creste anteorbitali e fauci con denti seghettati. Le zampe anteriori erano armate di forti artigli, e la coda possente controbilanciava il resto del corpo.

## Classificazione
Questo dinosauro apparteneva al gruppo dei tetanuri, dinosauri carnivori che presentavano vertebre del bacino fuse insieme. Questa caratteristica rendeva la loro coda particolarmente rigida e non affusolata come nei precedenti ceratosauri.
I parenti dell'afrovenator vanno ricercati in teropodi appartenenti ai megalosauroidi. In particolare, affinità sono state proposte con gli eustreptospondilidi, carnivori dalla costituzione leggera ben noti in Europa.

## Predatore di sauropodi
Afrovenator era un predatore lungo circa 9 metri. Probabilmente attaccava in gruppo grandi sauropodi. Sono state trovate tracce dei suoi denti lunghi ben 5 cm nel sauropode africano Jobaria, un altro dinosauro dalle caratteristiche particolarmente primitive.